# Pyramiden
Pyramiden (en rus Пирамида; literalment "piràmide"), és una localitat russa situada a l'illa de Spitsbergen, l'arxipèlag de Svalbard. Fundat pels suecs el 1910, va ser venut a la Unió Soviètica el 1927.
Pyramiden rep aquest nom per la muntanya amb forma de piràmide que hi ha a la vora. Es troba als peus del Billefjorden a l'illa de Spitsbergen. Va arribar a tenir un miler habitants però va ser progressivament abandonada durant la dècada del 1990. Tanmateix, l'any 2009 una desena de treballadors i guies van tornar a l'abandonat assentament 10 anys després amb fins turístics, com la construcció d'un hotel el mateix any. Des d'aleshores, la població de la localitat varia de 4 persones a l'hivern a 15 a l'estiu.

## Història

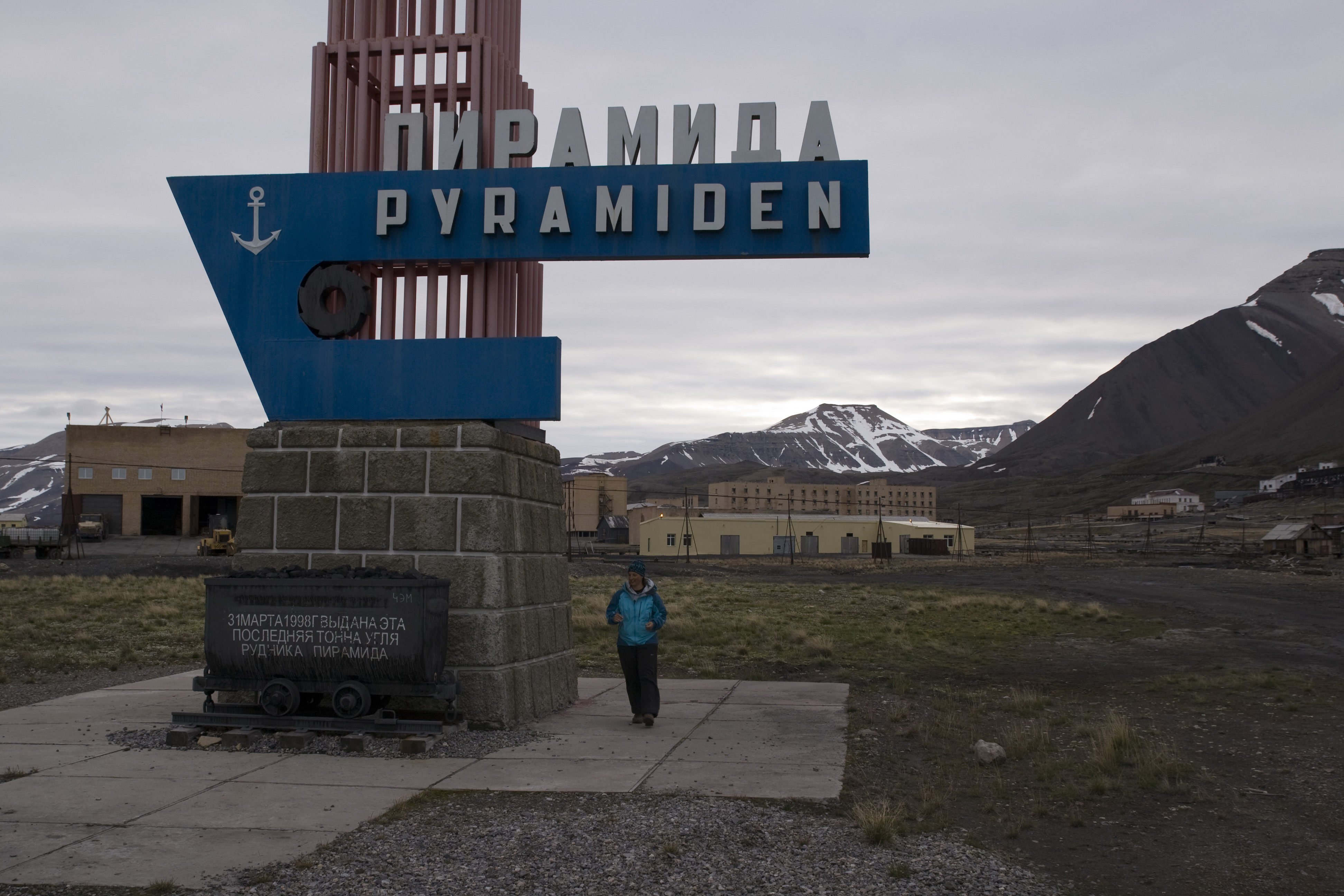
Entrada de Pyramiden, amb el nom en rus i en noruec.

Pyramiden va ser fundada per Suècia el 1910 i va ser venuda a la Unió Soviètica el 1927. Queda al peu del fiord de Bille, a l'illa de Spitsbergen. La localitat està situada als voltants de la badia d'Adolfbukta, a la part oriental de Spitsbergen on s'ubica la glacera de Nordenskjøldbree. Va rebre el seu nom de l'homònima muntanya amb forma de piràmide situada al costat nord de la ciutat. Els assentaments més propers són Longyearbyen, a uns 50 quilòmetres al sud; l'altre assentament rus a Svalbard, Barentsburg, a un centenar de quilòmetres al sud-oest i la petita comunitat científica de Ny-Ålesund, cent quilòmetres a l'oest.

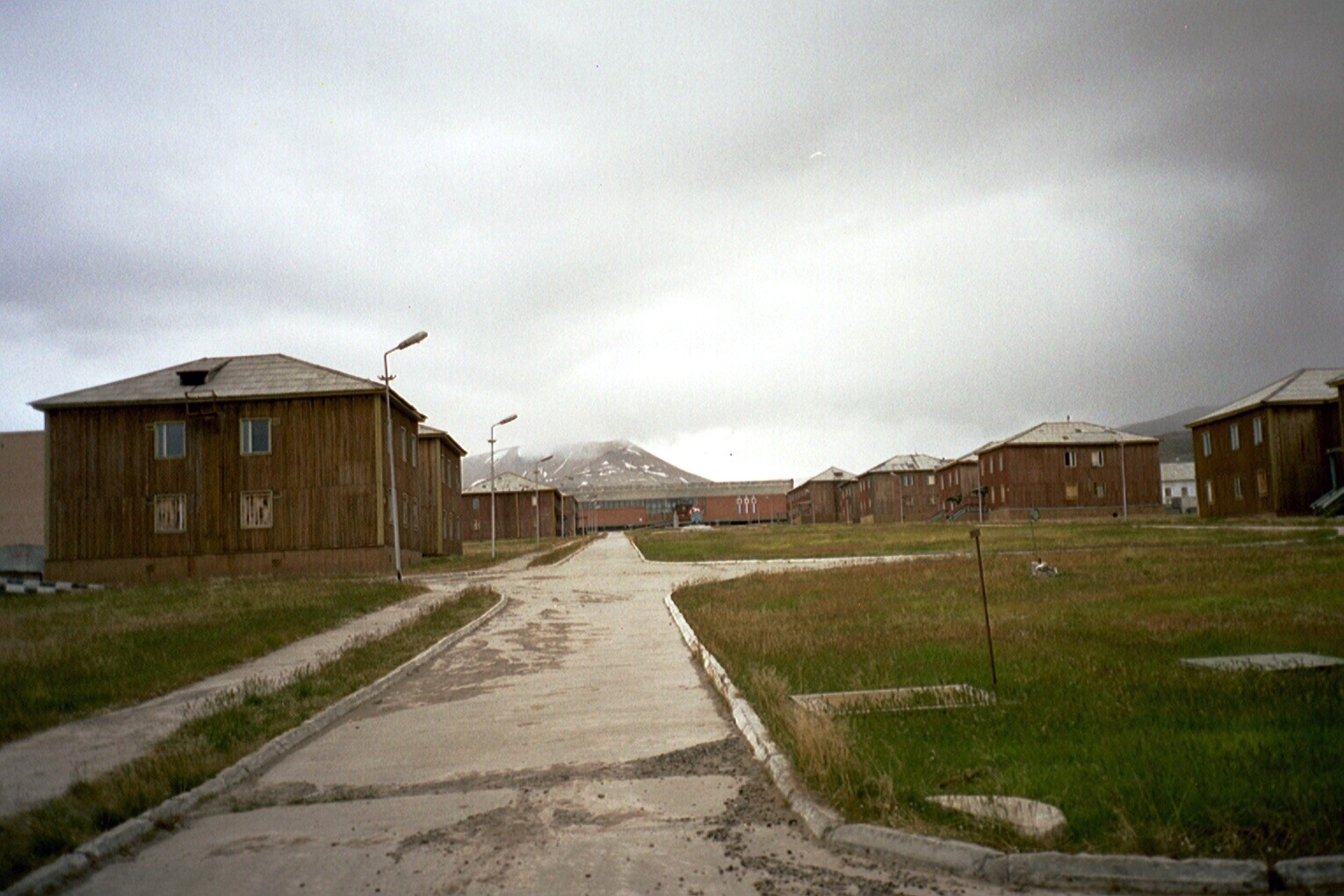
Carrer principal amb cases de fusta d'estil siberià.

Quan Pyramiden era habitada, era en gran part autosuficient, a diferència d'altres assentaments de Spitsbergen. La gran quantitat de carbó disponible feia que fos possible disposar de moltes canonades que transportaven aigua calenta per a la calefacció de les cases, la piscina d'aigua salada calenta, els hivernacles i els estables. Amb els fems de vaques, porcs i aus, es fertilitzava els horts en hivernacles, on es conreaven entre d'altres, tomàquets, pebrots, cogombres, julivert, cebes, enciams i plantes ornamentals. L'any 1975 es van produir 35.000 kg de carn, 48.000 litres de llet, 110.000 ous i 5.700 kg de verdures. Propietat de la companyia estatal minera russa, Arktikugol, que també és propietària de Barentsburg, Pyramiden va tenir en el passat més de mil habitants.

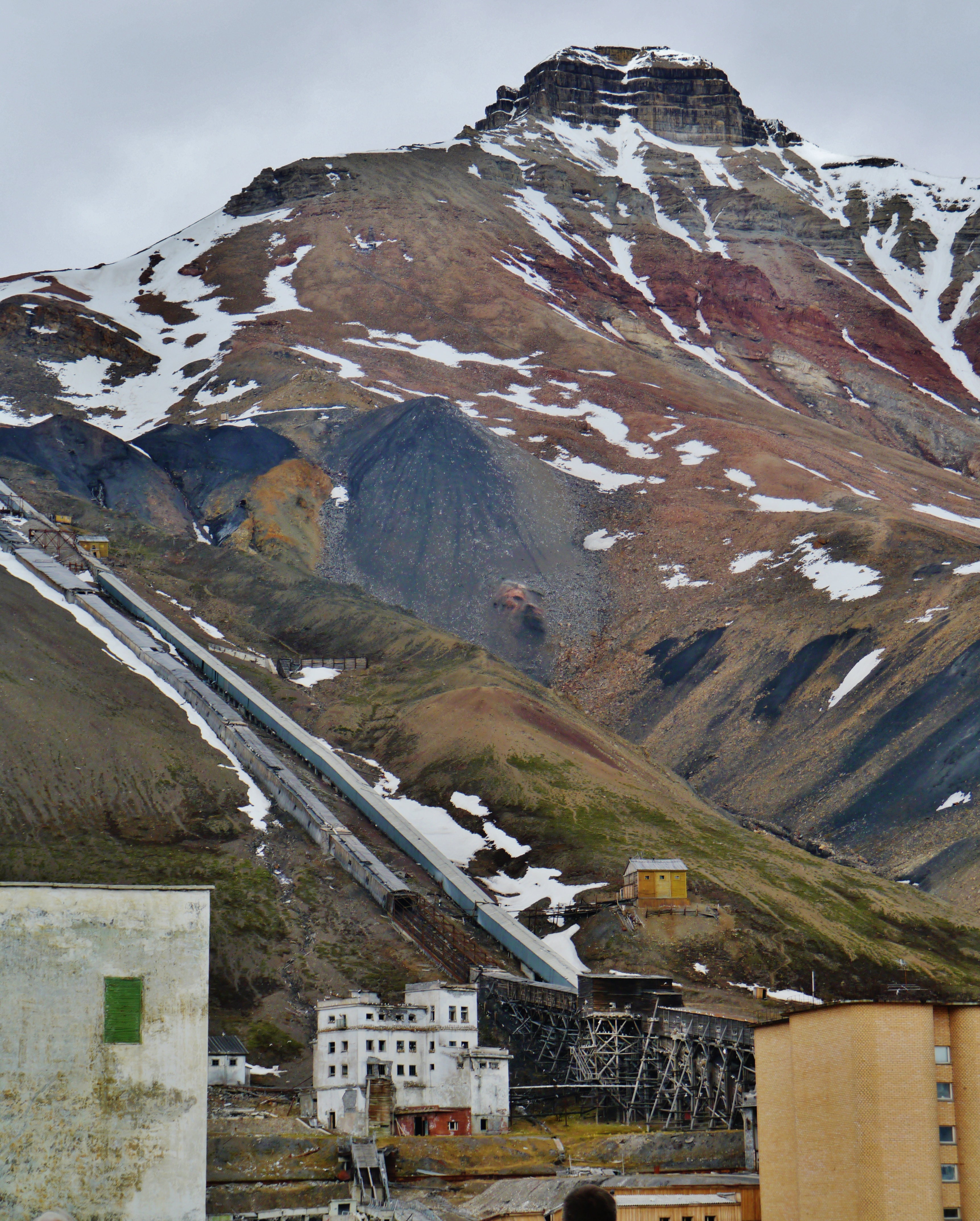
Una antiga mina de Pyramiden.

El 1996 un avió de la companyia propietària de la ciutat, Arktikugol, procedent de Moscou, va patir un accident quan iniciava el descens a l'aeroport de Longyearbyen. Van morir les 141 persones que anaven a bord, entre elles molts habitants i familiars de la ciutat.

El 31 de març de 1998, es va extreure l'últim carbó de la mina i els últims residents permanents el van abandonar el 10 d'octubre del mateix any. Des d'aleshores fins al 2007, Pyramiden va quedar pràcticament com una ciutat fantasma on, dins dels edificis, les coses es van conservar tal com estaven quan l'assentament va ser precipitadament abandonat.

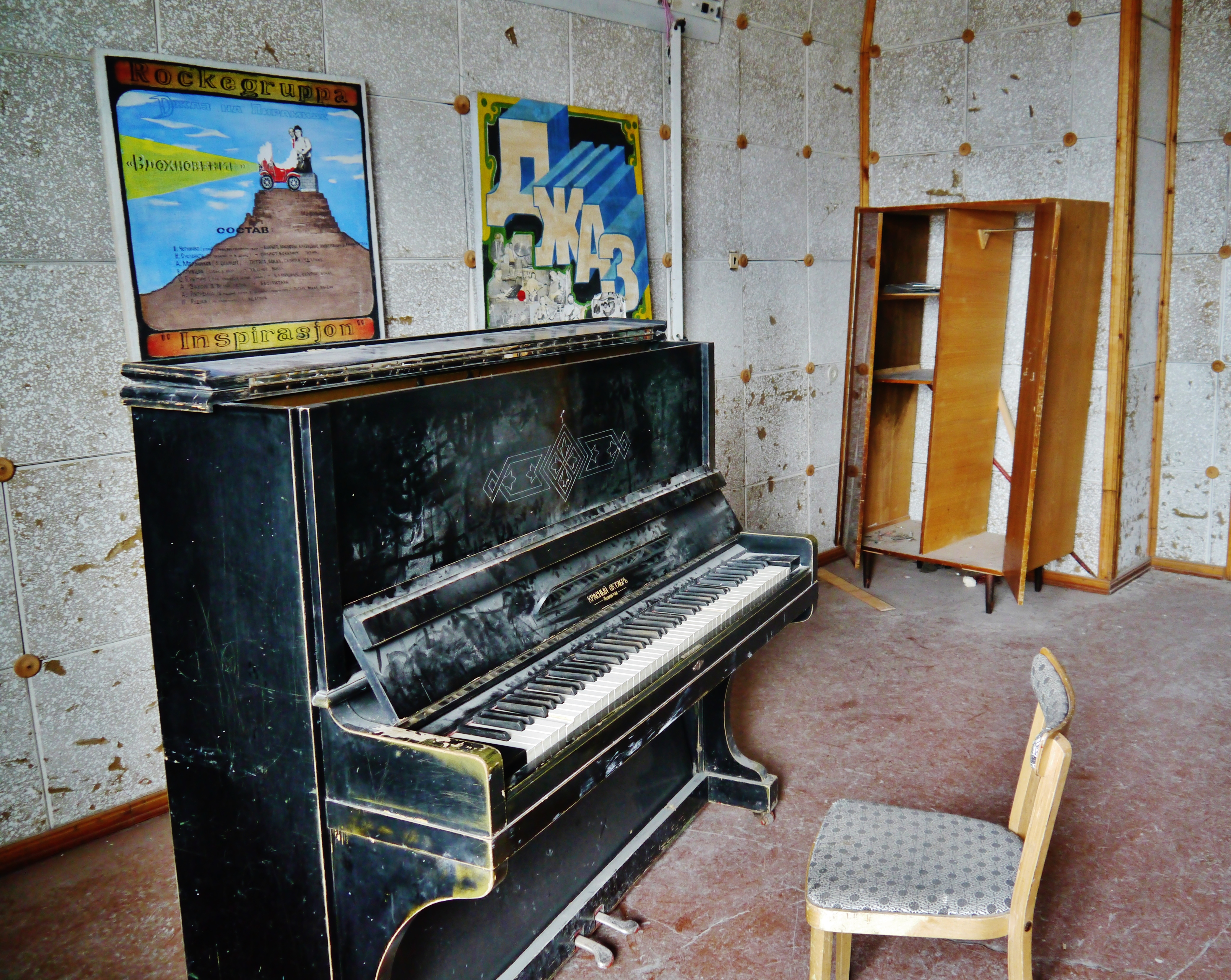
El piano més al nord del món.

L'autor noruec Kjartan Fløgstad ha escrit un llibre sobre Pyramiden. Un episodi del programa del canal d'Història La Terra sense humans presenta Pyramiden. S'ha predit que, a causa del lent ritme de decadència en un clima frígid, els principals edificis d'aquesta ciutat abandonada continuaran sent visibles durant 500 anys.

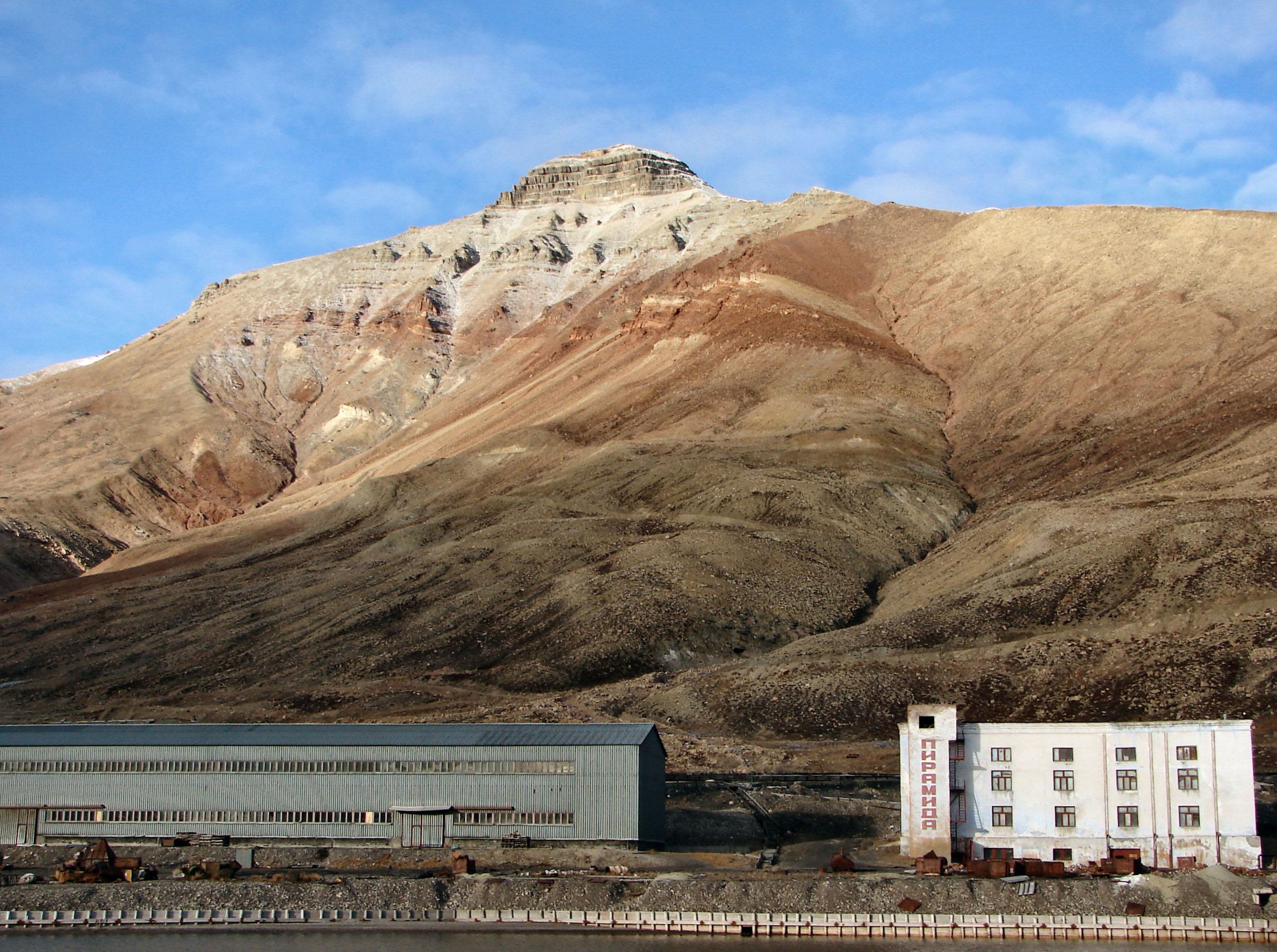
La muntanya amb forma de piràmide que dona nom al poble.

El piano de cua més al nord del món es troba en Pyramiden: un piano de cua "octubre vermell" (Красный октябрь) es troba al centre cultural. De fet, la llista de coses "més al nord" pot ser arbitràriament llarga: el monument més septentrional dedicat a Lenin, la piscina més septentrional, etc.

## Pyramiden actualment

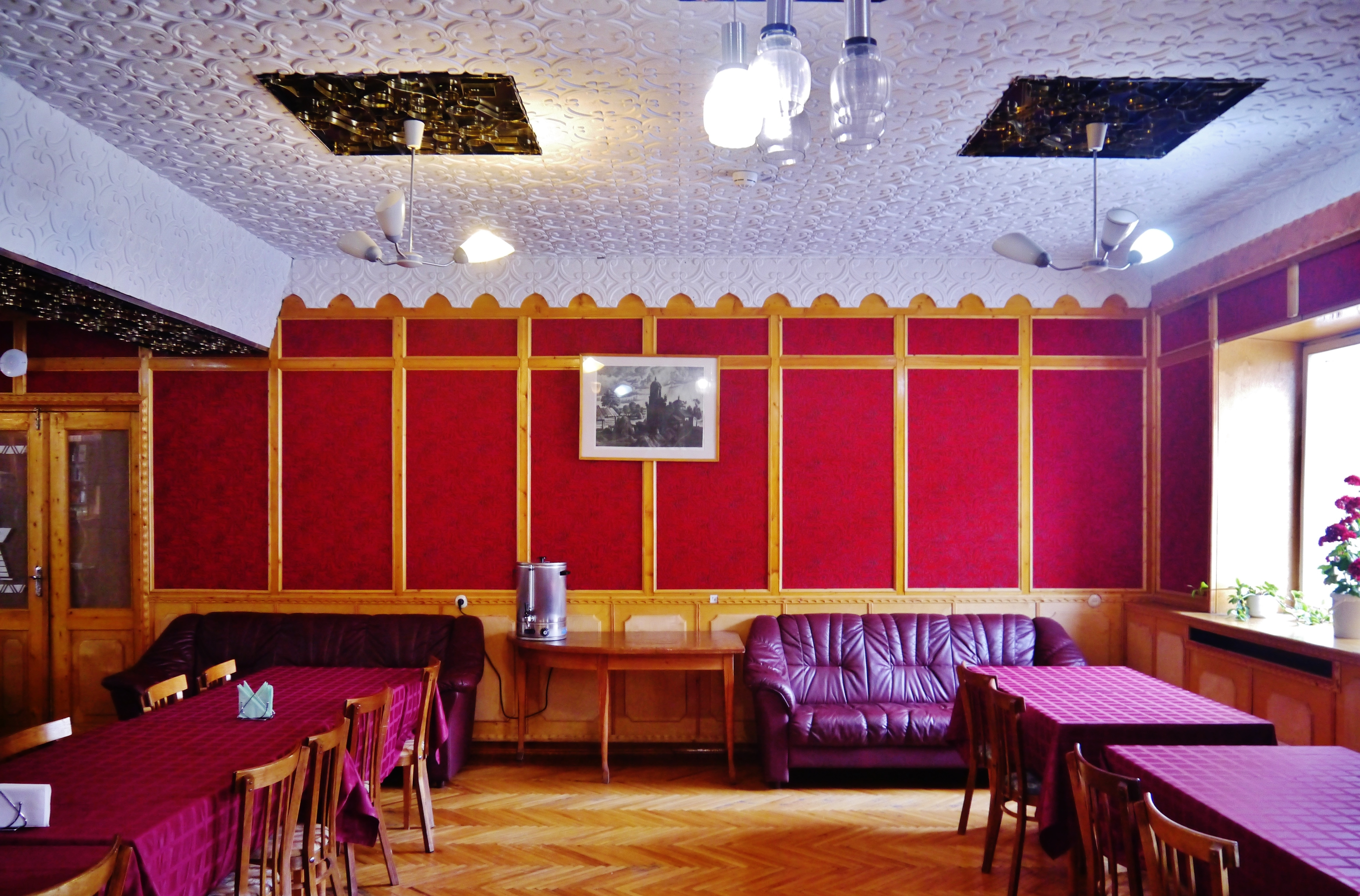
Sala principal de l'hotel de Pyramiden.

Pyramiden és accessible per vaixell o moto de neu des de Longyearbyen, bé com a part d'un grup organitzat o independentment. No hi ha restriccions per visitar Pyramiden, assentament propietat d'Arktikugol, però no es permet entrar als edificis sense permís, encara que les portes siguin obertes, per prevenir riscos. Entrar als edificis, el vandalisme i el robatori de "records" s'han convertit en una amenaça seriosa per a Pyramiden, ja que contribueix a accelerar la degradació dels edificis.
Des de 2007, Arktikugol ha estat renovant l'hotel i millorant la seva infraestructura, el que inclou l'edificació d'una nova estació d'energia amb motors dièsel, per acomodar turistes a l'antic assentament. Fins a 30 treballadors han estat vivint en el lloc tot l'any per al manteniment de les instal·lacions i guiar els turistes que venen de visita des de Longyearbyen.
El 2009 els russos van construir un altre hotel i ara es poden fer visites guiades en rus, noruec i anglès. L'any 2013, hi havia dos hotels a la ciutat i era possible quedar-se a dormir a Pyramiden. L'hotel té un petit museu. A més, hi ha un petit hotel construït amb antics contenidors prop la badia. No obstant això, no hi ha cap pla de renovar i reobrir l'assentament en el seu conjunt.
El 2014 la cantant sueca Tove Styrke va rodar un vídeo musical a Pyramiden pel seu single Borderline. Vegeu el vídeo aquí